# Nugget de frango
O nugget de frango (pepita de frango) é um alimento feito de carne de frango preparada à milanesa ou em polme, criada 1950 por Robert Baker. Restaurantes de fast-food geralmente fritam os nuggets em óleo vegetal.

## História
A receita do nugget de frango foi inventada na década de 1950 por Robert C. Baker, um cientista alimentar professor da Universidade de Cornell, e publicado como trabalho acadêmico não-patenteado. As inovações de Baker permitiram que os nuggets pudessem ser moldados em qualquer forma desejada, e facilitaram a produção. 
Em 1979, uma receita especial foi pedida pela rede McDonald's para a Tyson Foods, e o produto começou a ser vendido em 1980.

## Nutrientes
Nuggets de frango são geralmente considerados como alimentos gordurosos e maleficiais para a saúde. Um estudo publicado no American Journal of Medicine analisou a composição de nuggets de frango a partir da receita de duas cadeias de fast food diferentes dos Estados Unidos. O estudo constatou que menos de metade do material analisado era músculo, com gordura em quantidades iguais e até superiores; outros componentes incluíam pequenos ossos, nervo, tecido epitelial e, tecido conectivo.

## Recorde mundial
O maior nugget de frango já feito pesava 23.2 kg, e tinha 1m de comprimento por 61cm de largura. Ele foi feito pelo Empire Kosher, aviário kosher estadounidense, e revelado na Kosherfest em Secaucus, Nova Jérsia, no dia 29 de outubro de 2013.

## Produção
Normalmente é usado carne de frango, mas podem ser usadas outras aves, que passam por um processo de desossa e moagem para ficarem uniforme. E são adicionados geralmente temperos, sal, emulsificantes e estabilizantes, responsáveis respectivamente por realçar o sabor e, conservação do produto final.
Com tudo misturado, a massa do nugget é moldada e ocorre o empanamento, revestir a massa com uma cobertura crocante, feita geralmente com farinha de trigo, ovos e pão ralado.
Após o empanamento, é submetido ao processo de pré-cozimento, parcialmente cozidos em altas temperaturas para preservar a suculência da carne. Por fim o processo de congelamento rápido para preservar a textura e frescor, permitindo que ele seja armazenado por um longo período de tempo.

## Legislação
No Brasil o Ministério da Agricultura, Pecuária e, Abastecimento (MAPA) possui um regulamento técnico que define os empanados e verifica a qualidade.